# ビグロ
- 機動戦士ガンダム
- 機動戦士ガンダム MS IGLOO
- 機動戦士ガンダム0083 STARDUST MEMORY
  - ジオン公国の機動兵器 > ビグロ

ビグロ (BIGRO) は、「ガンダムシリーズ」に登場する架空の兵器。有人操縦式の機動兵器「モビルアーマー (MA)」のひとつ。初出は、1979年に放映されたテレビアニメ『機動戦士ガンダム』。
作中の軍事勢力の一つであるジオン公国軍の量産機で、宇宙戦用に開発された最初のMA。強大な推進力を活かした高機動戦闘を得意とし、胴体から伸びる一対のクローアームで格闘戦もできる。劇中では、主人公アムロ・レイが搭乗する「モビルスーツ（MS、人型ロボットの一種）」「ガンダム」を、その機動性で苦しめる。
メカニックデザインは、監督の富野喜幸（現・富野由悠季）の原案をもとに大河原邦男が行った。
当記事では、各シリーズ作品に登場する派生機の解説も行う。

## 設定解説
最初に実用化された宇宙戦用MA。既存の宇宙ポッドを発展させた機体となる。始祖となる機体はザクIの原型機と制式採用を争ったMIP社のMIP-X1であり、MSと比較して汎用性は劣るものの、大加速を用いた一撃離脱戦闘においては優れるところがあり、MSに続く次世代機として実戦投入が決定する。ビグロはその唯一の実戦配備型である。
2基の熱核ロケットエンジンの大推力を有し、短いボディとAMBACを組み合わせることにより、180度姿勢変換に1.3秒の高機動性を獲得。一撃離脱戦法を得意とするが、高い機動性ゆえに並のパイロットではそのGに耐えられない。開発は北米のキャリフォルニアベースで行われ、実用試験の終了後に初期型14機が生産され、本国に送られた。数機は次期MA開発用にテストタイプとしてYMA-06などの仮ナンバーが与えられ、グラナダでの各種実験に用いられる。MAへのサイコミュ搭載プランの一環でその搭載も検討されていたが、加速性能の低下が原因で候補から外される。また、水中用MAグラブロは、本機をベースに開発された。

### 武装
メガ粒子砲
機首が展開して露出する。本装備は後に移動砲座スキウレに流用された。
4連装ミサイルランチャー
左右上側面にそれぞれ装備する。
クローアーム
接近戦用装備。
その他
量産型ではゲルググ用のビーム・ライフルも使用可能。

### 劇中での活躍
テレビ版『機動戦士ガンダム』では、ホワイトベースが再び宇宙に上がり、シャア・アズナブルが追撃のために急遽徴用したザンジバルと対峙する第31話にて登場する。地球から宇宙へ発進したザンジバルに宇宙用のリック・ドムやザクレロとともに搭載された本機は、実戦テストをおこなう段階であった。ザンジバルの本来の指揮官であるトクワン大尉が搭乗し、衛星軌道上でリック・ドム2機を率いて出撃したあと、セイラ・マスのGブルイージーをクローで引っかけて放り投げ、アムロ・レイのGスカイを圧倒する。駆け付けたカイ・シデンのガンキャノンによる援護の隙に合体したガンダムとの一騎討ちではガンダムが本機の下面に取り付くが、本機の高速によるGでパイロットのアムロは気絶する。本機の両腕でガンダムを捕縛し、そのままメガ粒子砲を浴びせようとするも、直前にアムロが意識を取り戻してガンダムの脚を上げたためにビームを回避され、同時にメガ粒子砲口をビーム・ライフルで撃ち抜かれて撃破される。
劇場版『機動戦士ガンダムIII めぐりあい宇宙編』ではトクワン機は登場しないが、ア・バオア・クー防衛戦の直前のギレン・ザビ総帥の演説のシーンで4機の配備が確認できる。OVA『機動戦士ガンダム MS IGLOO -黙示録0079-』第3話では、CGでこれを再現している。
漫画『機動戦士ガンダム THE ORIGIN』では本機の活躍はなく（トクワンは地球でグラブロに搭乗する）、陥落寸前のア・バオア・クーでジオング担当の技術士官サキオカが「試作機で唯一出番のなかったかわいそうなやつ」として本機を回収しようとする場面がある。
漫画『機動戦士ガンダム0079』では、劇場版『ガンダムIII』準拠のドレン艦隊との戦闘のあと、トクワンが搭乗してホワイトベース隊と戦闘を繰り広げる。テレビ版とは展開が異なり、ホワイトベースの片翼を破損させ、FSWSを装備したガンダムを撃破寸前まで追い詰める。
OVA『機動戦士ガンダム戦記 アバンタイトル』では、ア・バオア・クー防衛戦で3機のビグロが補給中のサラミス級巡洋艦を強襲して撃沈するが、ユーグ・クーロのジム・コマンドの反撃で1機撃破される。プロデューサーの稲垣浩文によれば、前述の劇場版に登場する機体「かもしれない」と述べており、監督の松尾衡の中ではパイロットは若い学徒動員兵たちであり、上官の命令でわけもわからず出撃させられているイメージとのこと。
『いけ!いけ!ぼくらのVガンダム!!』収録の短編漫画「ソロモンの悪夢」、およびゲーム『機動戦士ガンダム めぐりあい宇宙』では、ソロモン防衛戦でケリィ・レズナー大尉が搭乗している。
『ガンダムエース』掲載の松田未来の漫画「BIG CLAW」(『機動戦士ガンダム THE ANTHOLOGY VOL.2』に再録)では、一年戦争末期に侵攻する連邦軍艦隊に対する強襲陽動作戦用として投入される。乗り手を選ぶ本機を用いる危険な任務のため、MIP社のテスト・パイロットであり公国軍人から差別されている月面人（ルナリアン）のイーサ・トゥルボ少尉が搭乗し、作戦中に中破するもののイルマリ・ユーティライネン中尉らに救援され、生還する。同作品では、本機はその外観から連邦軍に「ビッグ・クロー」のコードネームで呼ばれていたとされる。
漫画『機動戦士ガンダム外伝 宇宙、閃光の果てに…IF』では、ア・バオア・クー防衛戦でNフィールドに配備されるも、サラブレッド隊に撃破される。原典に当たる『SD CLUB』掲載小説ではビグロ改とされる。
書籍『機動戦士ガンダム 戦略戦術大図鑑』では、公国軍の撃墜数7位であるグレニス・エスコット中尉が本機に搭乗しているとされる。
ゲーム『機動戦士ガンダム戦記 (PlayStation 3)』および漫画版『機動戦士ガンダム戦記U.C.0081 -水天の涙-』では、宇宙世紀0081年にジオン残党部隊インビジブル・ナイツに協力するジオン残党の戦力として月面のマスドライバー基地奪還を図るファントムスイープ隊の前に立ちふさがるが、ユーグ・クーロの駆る重装フルアーマーガンダム（漫画版ではフルアーマーガンダム7号機）に撃破されている。
小説版『ADVANCE OF Ζ 刻に抗いし者』では、一年戦争後連邦軍にテスト用として接収され、ふたたび実戦用に調整された機体が登場。メガ粒子砲は連邦軍規格のものに換装されている。機体色は白を基調とし、"E.F.S.F"（地球連邦宇宙軍）のロゴが記されている。宇宙世紀0083年11月にユーイン・バーダー大尉（当時）が搭乗し、連邦軍との密約があるはずのシーマ艦隊、およびデラーズ・フリートを攻撃する。
漫画『機動戦士ガンダム バニシングマシン』では、公国軍残党がスポンサーから譲渡された本機でジャミトフ・ハイマンが乗るマゼラン級戦艦を奇襲するが、パプテマス・シロッコのメッサーラに迎撃される。
漫画『機動戦士ガンダム 新ジオンの再興』では、第二次ネオ・ジオン抗争時に稼働している機体が登場。ジェガンなどの最新MS相手を圧倒する活躍を見せる。
漫画『機動戦士ガンダム U.C.0096 ラスト・サン』第4巻収録の描き下ろし短編「越天の宇宙で」では、0096年に密輸船航路に出没する宙賊（宇宙海賊）の機体として登場。フレスベルク・レイヴン混成部隊に補足され、持ち前の加速力を活かして逃走するも、先回りしていたフルアーマー百式改と追撃してきたデルタカイの挟撃を受け、撃破される。

## 原型機

### MIP-X1
書籍『ガンダムセンチュリー』などに登場。
「ミノフスキー粒子散布下における新型機動兵器」というジオン軍の要求を受けて、一年戦争前に試作された機体。宇宙戦闘機と外惑星資源開発用作業ポッドを組み合わせたような機体であり、ホバークラフトシステムも有している。宇宙空間以外でのすべての性能で勝っていたジオニック社のクラブマンに敗れたが、その高機動性から戦中にMAの原型機とされ、この機体から各種MAが開発された。
書籍『機動戦士ガンダム MS大全集2003』には、ジオニック社製の試作機と同時期に製作されていたMIP社製機動兵器が掲載されている。AMBACシステムを採用していないため戦闘時のプロペラントの消費が激しく、最大戦闘時間は10分以下だとされている。また、この機体はダミーのメガ粒子砲を装備している。

## バリエーション

### ビグロ（後期型）
書籍『機動戦士ガンダム MS IGLOO Mission Complete』に掲載。
出力系が改良されたほか、腕部に関節を増設。クローは多目的大型マニピュレーターとなった。掲載画稿では、機体胴体部に上空防御用ガトリング砲、前部にサブアームとガトリング砲の記載が確認される。ア・バオア・クー攻防戦で運用されたほか、ビグ・ラングの管制ユニットとしても使用されている。

#### ビグ・ラング
OVA『機動戦士ガンダム MS IGLOO -黙示録0079-』に登場。型式番号のAdはAmmunition　Depot、可搬補給廠を意味している。
開発はU.C.0079年12月からスタート。ア・バオア・クー攻防戦直前に完成した。制御ユニットにはビグロの後期型に属する6号機を使用。放棄されていた計画の中から1週間で使用可能なものを選択し、Adユニットを急造した。本機は「機動前線橋頭保」に分類される。本来、その大推力をもって一撃離脱戦法で戦うビグロに大質量のコンテナを接続したため、ビグロの利点だった機動性が大きく損なわれた。
武装・装備
Adユニット
胴体部分はMS用の武装を満載した武器庫となっており、MSやモビルポッドをクレーンを用いて1機ずつ格納し、補給および応急修理を行うことが可能。そのため、ビグロ・ユニット本体の操縦室内には通常の操縦系統のほかに補給・整備用マニピュレーターの操作系統が増設されている。表面の装甲は「スカートシェル」と呼ばれ、オッゴの着艦・搬送用ゴンドラが備えられている。
推進器には「弩級装甲ブースター」を使用。これは元々、月からの大質量物打ち上げ用に開発されたもので、推進剤に重元素を用いた大出力熱核ロケットエンジンとなる。このブースター表面には対ビーム防御が施されていたとされる。
大出力メガ粒子砲
ビグロ・ユニット本体に装備される。出力系の向上によって威力も増強されており、劇中では遠距離からサラミス級３隻を一撃で薙ぎ払う破壊力を示した。
ビーム攪乱弾発射筒
スカートシェルに装備される。1基につき30発のビーム攪乱弾を発射し、サラミス級宇宙巡洋艦のメガ粒子砲に対しても十分な防御力を発揮する。
3連装大型対（宇宙）艦ミサイル
スカート・シェルに装備される。宇宙艦艇を撃破可能な威力を有し、サラミスを撃沈する事も可能。ビーム攪乱弾発射筒とともに、状況に応じて換装可能な装備。
前面ガトリング砲
本来ビグロには搭載されていなかった追加兵装。ビグロ・ユニット正面左側に搭載されている。
劇中での活躍
第3話に登場。当初、乗員にはモニク・キャディラック特務大尉が予定されていたが、彼女が（弟のエルヴィン・キャディラック曹長が戦死したショックによる）戦闘神経症により任務遂行不可能と判断されたため、急遽乗員に任命された技術士官オリヴァー・マイ技術中尉の手によってア・バオア・クー攻防戦にて投入され、エリアの一角である「Eフィールド」の防衛に従事する。実戦経験皆無のパイロットによる未熟な操作にもかかわらず、最初にして最後の実戦において少なくともボール6機、ジム2機、マゼラン級戦艦1隻、サラミス級巡洋艦5隻というエース以上の大戦果を挙げ、最終的に撃破されるも高い性能を示す。
この後、連邦軍が建て直しのために一時撤退した隙をついて、実戦におけるモビルポッド・オッゴへの補給・修理にも成功する。オッゴがビグ・ラング周辺に集まるのを目撃した連邦軍パイロットは、同機を「ドラム缶の親玉」と揶揄する。
漫画版2巻「戦雲に光を見た」にも、ビグ・ラングと思われる機体がシルエットで1シーンのみ登場する。

#### ラング
LANG
夏元雅人の漫画『機動戦士ガンダム0083 REBELLION』に登場。映像版には登場しない。夏元によれば、ビグ・ラングはもともとの設定では超弩級MAが開発途中で戦況悪化により現地改修されたというものらしく、超弩級MAがどのようなものだったのだろうと想像しながら描いたとのこと。
突撃強襲型MAとして改良されたAdユニットを、コンペイトウでおこなわれる観艦式の中心部へ無傷でガンダム試作2号機およびアトミック・バズーカを送り届けるために再構成した機体。上部左右に収納式の大型メガ粒子砲2門を装備し、機体表面はビーム攪乱幕でコーティングされている。連邦艦隊の防御網を突破するが、グリーン・ワイアット大将が密かに準備していたジービッグ・ザッムに止められる。しかし、内部のガンダム試作2号機を無事に観艦式の中心部に運び込むことに成功する。

### ビグロ改
『SD CLUB』第9号掲載小説「ア・バオア・クー攻防戦」に登場。
画稿は存在しないが、挿絵である程度の外観は確認できる。機首のメガ粒子砲は拡散メガ粒子砲に変更（大口径のため開閉機構はオミット）、クローアームは底面に2基増設され近接戦闘強化も図られているが、運用時には専用オペレーターが必要となる。また、機体前面にのみビーム偏向バリアが装備されており、攻守に優れた性能を有しているが、大型化あるいは追加されたスラスターの加速性能による、さらなるパイロットへの負荷の問題から乗り手を選ぶ機体となっている。
ア・バオア・クー防衛戦において急遽投入され、バルスト少佐とオペレーターの少年兵ヘンケナーが搭乗し、ガンダム4号機・5号機と交戦する。

### ビグロマイヤー
ゲーム『GUNDAM TACTICS MOBILITY FLEET0079』に登場。メカニックデザインは大河原邦男。
ビグロの強化バリエーションの一つ。遠距離支援型という説もある。ビグロの機体をスリム化した上で、装甲を強化、ジェネレーター出力を増加させ、さらにスラスター付きの「脚部」を追加することでさらなる機動性向上を果たしている。武装面でもメガ粒子砲の出力向上に加え、腕部クローに対MS用ビーム砲を追加した結果、フレキシブルな攻撃が可能となり、MAの長所である圧倒的な巡航性能および破壊力を高次元で実現している。
腕部クローは普段、機体後方に収納される。脚部は直進状態で後ろに棚引く。その時、スラスターは脚部裏面に対し斜め前方向、つまり後方に向いている。
開発についてはMA-05 ビグロをジオニック社のグラナダ工場で改装したという説が有力である。またアッザムリーダーを発展させた武装を装備した機体が存在したということから、MA-05とMA-06の中間の機体であったことがうかがえる。
ソロモンやア・バオア・クー防衛に投入されたという記録があるが、目撃者は非常に少なく、幻の機体ともいわれている。
漫画『機動戦士ガンダム ヴァルプルギスEVE』では、ネオ・ジオン軍所属の2機が登場。宇宙世紀0088年の第一次ネオ・ジオン抗争終結時の撤退戦において氏名不詳の若いニュータイプあるいは強化人間のパイロット（額から稲光を発する）が搭乗し、旧式でありながらジムIIIのビーム・ライフルをものともせずまたたく間に2機を撃破するが、ヘッジホッグの長距離からのハイ・メガ・キャノンの一撃で1機が撃破される。

### ビグ・ルフ
メカニックデザイン企画『MSV-R』で設定された。デザインは大河原邦男。
一年戦争後期に、対艦隊戦における戦闘力増強を図るべく数多く提案された、既存の艦艇・MS・MAの改良計画のひとつ。来たるべき最終決戦に備え、先陣を切って敵艦隊に打撃を与えることを目的に建造されたビグロの強攻型。ビグロの機体下面に大型ミサイルを装備するための大型パイロンを追加、重量増加にともなう推力不足をおぎなうためのブースター2基が後部上面に増設されている。ブースターの側面には姿勢制御用スラスターを装備するが機動性は良好とは言えず、高速時の姿勢制御と方向転換の推進剤消費は多く、くせの強い機体とされる。
短期間の工期で、0079年12月初旬に3機が改修される。ア・バオア・クー付近でのテスト飛行はロバート・ギリアムが担当し、機体は彼のパーソナル・カラーであるライト・ブルーに塗られるが、実戦参加時には別のパイロットが搭乗している。ア・バオア・クー防衛戦でブルーとグレーの2機が確認されているが、同戦闘ですべてが失われている。また、大型ミサイルを省きブースター・ユニットのみを増設した改修型ビグロの記録も残っているが、実戦では確認されていない。
追加武装
大型ミサイル
ア・バオア・クーに配備された対艦攻撃用ミサイルを改良し、全長は100メートルを超える。プロペラントを増加しており、ヒット・アンド・アウェイを想定して10数発が用意される。
なお、大型パイロンにはゼーゴックと同様に複数のオプション兵装類が計画されるが、設計作業の途中で終戦を迎え、建造はされていない。
ミサイル・ランチャー
火力の向上のため、増設されたブースターの前部に8基ずつ装備。
このほか、スペックに拡散ビームとロケット弾ポッドが記載された資料もあるが、装備位置などは不明。
作中での活躍
漫画『MSV-R 虹霓のシン・マツナガ』では、0079年12月24日にギレン・ザビ親衛隊とされるギリアムの搭乗機が、「反逆者」シン・マツナガ大尉らが逃げ込んだサイド3ズム・シティ近傍の工業プラントを「対艦攻撃演習」と称し襲撃。大型ミサイルを発射するが、マツナガがプラントで受領したゲルググJの狙撃により破壊される。その後一騎討ちとなるが、激昂したマツナガにより損傷を受け撤退する。なお撤退時に、機体上部に収納されているバルカン砲を展開し、後方に発射している。
スマートフォンゲームアプリ『機動戦士ガンダム U.C. ENGAGE』のイベント「0079 真紅の稲妻」内のムービーでは、一年戦争終結直前のキマイラ隊の巨大プラント船「ミナレット」に1機が搭載されているのが確認できる。
漫画版『機動戦士ガンダムUC 獅子の帰還』では、0096年にジオン共和国軍所属機が登場。ただし、大型ミサイルに替わって宇宙艦のような大型のブースターを装備している。ビグロ本体も形状が異なり、クロー・アームが短く、機首のメガ粒子砲発射時には前面の装甲が上下に大きく展開する。またブースターは増設されていない。サイド3宙域を領海侵犯するリディ・マーセナスのリゼルを追撃し、大口径のメガ粒子砲で苦しめるが、ハイパー・ビーム・サーベルで大型ブースターを破壊される。本体は無事であり、ヘリウム備蓄基地へ接近するリゼルの追撃を続行しようとするが、航行禁止エリアであるため中止を命じられる。

### ブラン
漫画『MOBILE SUIT VOR!!』『OPERATION BURAN U.C. 0079』に登場。メカニックデザインは作者である近藤和久自身。
一年戦争末期に少数生産されたビグロの発展型。胴体形状はビグロよりも航空機然としたものに変更されているほか、メインノズルの4基化、武装強化などの改良が施されており、アイアンクローや胴体各部には小型ビームキャノンを搭載している。機体前部上面にはソーラーパネルを有している。

## ヴァル・ヴァロ

### デザイン（ヴァル・ヴァロ）
OVA『機動戦士ガンダム0083 STARDUST MEMORY』に登場。メカニックデザインは明貴美加。当初は『0083』の地上編が長く続く予定であったため、陸戦用MAとしてデザインが開始され、強力なエンジンによるホバー走行で高速戦闘をおこなうタイプもデザインされた。舞台が月面に変更されてからは、ビグロより水中用MAであるグラブロのイメージでデザインされた。プラズマ・リーダーも早い段階から考案されており、爆弾などを内蔵して牽引するオプション・パックのラフもデザインされた。
明貴によれば、通常はモノアイが隠れているのは、モノアイを付けると「可愛くなってしまう」から。また、コックピットは中でケリィとコウが演技する都合があり広くしたが、もともと砲手なども搭乗する3座くらいだったものを、ケリィが単座に改造したと想定している。

### 設定解説（ヴァル・ヴァロ）
一年戦争末期にジオン軍が開発したMAで、ビグロに既存のMAの長所を取り入れた発展型である。この機体は謎となっていたMA-05 ビグロとMA-08 ビグ・ザムの間を埋める「MA-06」の型式番号を有し、デラーズ紛争の詳細が判明したことに伴いその存在が明らかになった。MA-05をベースにした（サイコミュ兵器搭載計画の母機のひとつとして用意された中型戦闘機が転用されたともいわれる）テスト機YMA-06は月面での戦闘も考慮にいれた改修がおこなわれ、グラナダで研究が続けられている新機軸の兵装を多く盛り込んだ機体となった。だが一年戦争での実戦投入は確認されていない。3機の試作機が製造されたといわれる。カラーリングは赤を基調とする。
センサーユニットはモノアイ式を採用し、その後方にコクピットを有する。また、3基のランディングギアによって着陸を行う。月ならば垂直離着陸が可能であるが、地球でも可能かはわからない。本機は被弾形始に優れたフォルムと分厚い装甲を持ち、Iフィールドなしでビーム・ライフルを無効化できる数少ない機体である。さらに機体各部に姿勢制御バーニアを有し、後部の3基のスラスターによってビグロ以上の機動性を発揮する。
特徴的な武装として、アッザムの装備を改良したプラズマリーダーが挙げられる。3基1組で使用され、機体から射出、内蔵するピックで地面に固定する。センサーによりお互いの位置を感知し、搭載された熱核反応炉によって3基のリーダーの間にプラズマ結界を発生、結界内部に攻撃を行う。この攻撃は敵味方の区別なく行われるため運用が難しい。さらにプラズマリーダーを固定する必要があるため純粋な宇宙空間での使用が難しいなど、実質上月面などの使用に限られることから、この武装の有用性は疑問視されている。
機首には大型メガ粒子砲を装備。ビグロと同じく普段はカバーで覆われているが、使用時に左右にカバーが開き、砲門が現れる。ほかには格納式の対空ビームガン2門、2連装ミサイルポッド2基、110mmバルカン砲4門と重武装である。また近接防御用に大型クローアームを2基装備する。こちらはビグロよりも大型化しており、蟹の鋏のような形状になっている。普段はグラブロのように機体後方に収納されており、展開して使用する。
しかし、プラズマリーダーやクローなどの一部武装が高機動戦闘に向いておらず、機動性を活かして複数の敵を攻撃するというコンセプトと武装の矛盾を指摘され、廃棄された。
劇中での活躍
元ジオン兵のケリィ・レズナーが密かに修理していた機体として登場。ケリィは一年戦争中に左腕を失っており、右手のみで操縦できるようアビオニクスの改造を行っていた。一時ケリィの許に身を寄せていたコウ・ウラキの協力もあって改修は成功する。しかし、シーマ・ガラハウに裏切られてデラーズ・フリート入りを果たせなくなったケリィは、月面都市フォン・ブラウンを人質にしてガンダムGP01Fbに一対一の「決闘」を強要。激闘の末にクローアームでGP01Fbを捕獲するが、コウが咄嗟の判断で下半身を分離したことにより脱出され、ビーム・サーベルによって撃破される。脱出装置は搭載されていなかったため、ケリィは爆発する本機と運命をともにする。なお、劇場版『ジオンの残光』では、コウが本機の改修を手伝うシーンは残っているものの、決闘の場面は丸ごとカットされている。
スマートフォンゲームアプリ『機動戦士ガンダム U.C. ENGAGE』のイベント「0079ペッシェ・モンターニュ ～序章 命、めぐりあいI～」では、一年戦争末期にアシュレイ・ホーン大尉が搭乗し、月面で連邦軍MS隊を相手に実戦テストをおこなう。なお、アシュレイはプラズマ・リーダーの開発に携わっていた。カラーリングはイベント配信当初は緑であったが、その後『0083』と同じ赤に変更された。

### ヴァル・ヴァロ  フルミッションモード
VAL-WALO FULL MISSION MODE
夏元雅人による漫画『機動戦士ガンダム0083 REBELLION』に登場（型式番号：MA-06）。映像版には登場しない。もともとのデザインは、書籍『GUNDAM WEAPONS 2』で明貴がカラーイラストを描いた「ブースター・ユニット装備型」である。
ガトー曰く、ヴァル・ヴァロの本来の開発設計。拡散メガ粒子砲8門を搭載した超大型ブースターを始めとして大型ブースターを複数接続し、クローアームも四本爪のよりフレキシブルなものに交換されている。その火力はコンペイトウの要塞衛星を1機で破壊するほど。
作中での活躍
コンペイトウでの観艦式を強襲すべくガンダム試作2号機を搭載したラングのエスコートとして出撃。護衛MS部隊4機を大型ブースターに設置されたグリップにより運搬している。コンペイトウの警備衛星に発見され、防衛部隊と交戦状態となるもジム・コマンド数機を瞬く間に撃破、さらに要塞衛星をメガ粒子砲で破壊しラングの突入口を開く。駆け付けたサウス・バニングのジム・カスタム及びコウのガンダム試作1号機 重装フルアーマー・バーニアンと交戦。護衛MS隊が試作1号機と交戦する間にバニング機を撃破するが、その後の試作一号機との戦いで武装を全て破壊され降伏、投降する。